# 伏努科沃航空2801號班機空難
伏努科沃航空2801號班機空難（Vnukovo Airlines Flight 2801）是從俄羅斯莫斯科伏努科沃國際機場飛往挪威斯瓦爾巴群島斯匹次卑爾根島斯瓦爾巴機場的國際包機航班。1996年8月29日中歐夏令時間10:22:23，一架執行該航班的圖-154M型飛機在降落斯瓦爾巴機場時墜毀在Operafjellet山。機上141名人員（11名機組人員和130名乘客，其中3名是兒童）全數罹難，這是挪威史上最慘重的航空事故。這次空難事故是由於一系列導航失誤造成的，導致飛機在撞擊地面時距離機場中心線3.7公里（2.3英里；2.0海里）。

## 概況
2801號班機是伏努科沃航空代表Arktikugol公司飛行的包機，該公司在斯瓦爾巴群島的巴倫支堡（Barentsburg）和皮拉米登（Pyramiden）兩個城鎮經營礦山。
涉事飛機為圖-154，註冊 號為RA -85621，序號為86A 742，製造日期為1987年1月14日。正機長葉夫根尼·尼古拉耶維奇·尼古拉耶夫（44 歲），副機長鮑里斯·費奧多羅維奇·蘇達列夫（58 歲）、領航員伊戈爾·彼得羅維奇·阿基莫夫（50 歲）、飛行工程師阿納托利·馬特維耶維奇·卡拉佩特羅夫（38歲）、5名機組人員和2名技術人員。機長先前曾在斯瓦爾巴機場降落過；副駕駛員則沒有到過斯瓦爾巴機場。
機上載有130名乘客，包括Arktikugol員工及其家人，其中有三名是兒童。另外120名員工和他們的家屬在機場等候回程航班。該飛機於協調世界時04:44離開伏努科沃機場。預計飛行時間為三個半小時，替代機場為莫曼斯克機場和北莫爾斯克-3機場，均位於莫曼斯克州。航班在下降前一直正常飛行，按照W29航線從莫斯科飛往帕頓（莫曼斯克以西），然後飛越巴倫支海上空的博德飛行情報區，在FL 350處巡航，高度約35,000英尺（11,000公尺）平均空速為500公里/小時（270節；310英里/小時）。隨後，飛機飛越了熊島、伊斯峽灣和阿德文特谷上空的無方向性信標。
斯瓦爾巴機場是斯瓦爾巴群島的主要機場。位於伊斯峽灣南岸，南面、東南面及東部地勢高。它擁有一條長2,140公尺（7,020 英尺）的 10/28跑道，大致呈東西走向。該機場海拔28公尺（92 英尺），設有機場飛行資訊服務（AFIS），隸屬於博德空中交通管制中心（Bodø ATCC）。該機場被視為不受管制且不提供進場服務。
當天，由於風力條件良好、爬升條件良好且距離航站較近，所有飛機均使用28號跑道。事故區域天氣受低壓槽影響，出現陣雨，風速15 至30節（28至56公里/小時；17至35 英里/小時），溫度為240至270°。能見度超過10公里（6.2英里；5.4海里）。08:00至09:00之間，一道弱低壓槽經過，能見度降至6公里（4英里；3海里），雲底高度為400至450公尺（1,300至1,500英尺）。